# الدوري الصربي لكرة القدم 2018–19
الدوري الصربي لكرة القدم 2018–19 هو الموسم 13 من الدوري الصربي لكرة القدم. أقيم خلال الفترة 20 يوليو 2018 وحتى 19 مايو 2019، وأشرف على تنظيمه اتحاد صربيا لكرة القدم، وكان عدد الأندية المشاركة فيه 16، وفاز فيه النجم الأحمر بلغراد.